# 위대한 이야기
《위대한 이야기》는 매주 일요일에 방영된 TV조선 & tvN 합작의 광복 70주년 특별기획 단막극이다.

## 방송 시간
| 방송사       | 방송 기간                         | 방송 시간           |
| ------------ | --------------------------------- | ------------------- |
| TV조선 & tvN | 2015년 3월 15일 ~ 2015년 4월 19일 | 일요일 밤 9시 30분  |
| tvN          | 2015년 4월 26일 ~ 2015년 5월 10일 | 일요일 밤 11시 50분 |
| TV조선       | 2015년 4월 26일 ~ 2015년 5월 10일 | 일요일 밤 12시 30분 |

## 에피소드별 등장 인물
| 1화 김시스터즈 주요 인물 소유진 : 이난영 역 정다은 : 숙자 역 (아역 이영유 ) 최배영 : 애자 역 허은정 : 민자 역 김영재 : 상준 역 그 외 김대흥 : 재키윤 역 안병경 문영동 : 목포상인 역 김재록 오용택 | 2화 & 3화 영자의 전성시대 주요 인물 임수향 : 오영자 역 임세미 : 경아 역 그 외 손승우 : 성준 역 이도아 박혜영 한가림 권혁풍 한채경 : 신인가수 역 김영배 이미지 최범호 장명갑 윤종구 유필란 유금 우정출연 박종현 특별출연 최수린 |

| 4화 원폭박치기 김일 주요 인물 문원주 : 김일 역 지건우 : 안토니오 이노키 역 조경훈 : 역도산 역 그 외 이지키엘 잭슨 : 보보 브라질 역 안병경 박대규 금광산 : 일본 레슬러 역 미석 이봉규 강석호 김재록 황재열 : 김일 제자 역 | 5화 광장시장 사람들 / 여섯 번째 국가대표 주요 인물 홍경인 : 강호 역 이유준 : 상준 역 김단비 : 박신자 역 그 외 김진수 |

| 6화 이주일의 못생겨서 죄송합니다 주요 인물 박영수 : 이주일 역 윤기원 : 최 대표 역 백도빈 : 박정환 역 김난휘 : 아내 역 이미지 : 할매 역 그 외 박상훈 : 이주일의 아들 창원 역 금광산 : 기도 역 금동현 박노식 손선근 문회원 장종옥 이재형 김원구 강순호 최설 고연아 이승열 이인섭 최재섭 특별출연 방수진 : 하춘화 역 와썹 미스터 파파 | 7화 입시의 정석 주요 인물 전미선 : 박 여사 역 도지한 : 오찬영 역 향숙 : 이연지 역 최일화 : 오근창 역 김정연 : 미영 역 그 외 최수린 황은수 김철기 최현 최범호 여회현 양소민 특별출연 정성운 : 성인 오찬영 역 |

| 8화 이산가족 이야기 / 놓지 말자 정신줄 주요 인물 임성언 : 봉순 역 백수련 : 남숙 역 박순천 : 순옥 역 이영범 : 창만 역 서준영 : 민수 역 그 외 손용환 김진옥 김도연 신현탁 박경환 권혁풍 양은용 윤종구 신신범 홍상진 한근섭 오소연 박지연 | 9화 I.M.Father 주요 인물 손병호 : 강성철 역 김수호 : 강지호 역 설지윤 : 아내 역 그 외 이봉규 오태하 박경환 손석호 : 진국 역 한다희 원석 우정출연 강은탁 : 2015년 후의 강지호 역 특별출연 김정석 김난휘 |

## 시청률
아래의 파란색 숫자는 최저 시청률이고, 빨간색 숫자는 최고 시청률이다. 시청률은 닐슨 코리아 유료 가입자 기준으로 한다.
| 2015년      | 2015년      | 2015년                               | 2015년                          |
| 회차        | 방송일자    | 부제                                 | AGB 닐슨 종합편성 TV조선 시청률 |
| 회차        | 방송일자    | 부제                                 | 전국시청률                      |
| ----------- | ----------- | ------------------------------------ | ------------------------------- |
| 제1회       | 3월 15일    | 김시스터즈                           | 0.923%                          |
| 제2회       | 3월 22일    | 영자의 전성시대                      | 0.674%                          |
| 제3회       | 3월 29일    | 영자의 전성시대                      | 1.111%                          |
| 제4회       | 4월 5일     | 원폭박치기 김일                      | 0.979%                          |
| 제5회       | 4월 12일    | 광장시장 사람들 / 여섯 번째 국가대표 | 0.409%                          |
| 제6회       | 4월 19일    | 이주일의 못생겨서 죄송합니다         | 1.630%                          |
| 제7회       | 4월 26일    | 입시의 정석                          | 0.384%                          |
| 제8회       | 5월 3일     | 이산가족 이야기 / 놓지 말자 정신줄   | 0.689%                          |
| 제9회       | 5월 10일    | I.M.Father                           | 0.596%                          |
| 평균 시청률 | 평균 시청률 | 평균 시청률                          | 0.822%                          |